# 2011年日本东北地方太平洋近海地震人道主义反应

地震发生后有所表示的地区

2011年日本东北地方太平洋近海地震人道主义反应指2011年日本东北地方太平洋近海地震发生后，各国对日本的援助和慰问。共有134个国家和地区以及39个国际组织对日本提供援助。本条目罗列部分国家和地区以及国际组织的人道主义反应。

## 国际组织
- 联合国：聯合國秘書長潘基文對日本發生大地震，表示深切慰問，指聯合國願意隨時向日本提供任何幫助。[2]联合国人道主义事务协调办公室的发言人伊丽莎白·比亚尔斯3月11日表示，30支国际救援队已经做好了前往日本进行援助的准备。[3]

- 红十字国际委员会、 红十字会与红新月会国际联合会发表声明对此表示哀悼[4]。

## 亞洲
- 中华人民共和国外交部发言人姜瑜事发当天表示愿意向日本派遣救援队与医疗队[5]。国务院总理温家宝致电日本首相菅直人表示对日本人民以深切慰问，表示中方愿向日方提供必要的帮助[6]。中國紅十字會對日本紅十字會緊急援助100萬人民幣[7]，中日友好协会和中国对外友协向日本捐助10万元人民币[8]。
13日12时20分左右，中国国际救援队15人携带4吨救灾物资与搜索生还者的必要装备与医疗设备，抵达羽田国际机场[9][10]。
14日，中国政府宣布向日本捐赠价值达到3000万元人民币的人道主义救援物资[11]。吉林省和长春市分别向日本宫城县、仙台市捐款10万美元和50万元人民币[12]。同日，国家主席胡锦涛致电日本天皇表示慰问。此时，陈光标也以个人名义捐款并前往日本参与救援工作[13]。
15日，中國紅十字會表示，再次向日本地震災區捐款高達500萬元[14]。同日，中國政府决定向日本提供2萬噸燃油（1萬噸汽油和1萬噸柴油）的緊急無償援助[15]。此後，接送中國人的車輛在日本加油站可不受限制的加油，並可使用已封閉的高速公路。至此，中國對日本的物資援助已超過2億元人民幣[16]。
17日，中国海军最大的海上救护船“和平方舟号”在舟山港湾待命，准备随时开往日本海域[17]。
18日，國家主席胡錦濤前往日本駐華大使館，吊唁地震遇難者[18]。
19日，三一重工应东京电力公司的请求，派出一辆价值达到100万美元，62米臂架的泵车驰援日本[19]。
20日晚，中国国际救援队启程回国[20]。
21日，冯小刚在第五届亚洲电影大奖颁奖式上，向日本灾民捐款50万人民币[21]。
24日朝，三一重工的泵车抵达大阪港，将参与福岛核电站反应堆冷却作业[22]。
26日，日本政府谢绝了中国海军医疗船的援助[23]。
27日，三一重工的泵车抵达福岛核电站指挥中心。前两日，三一重工的工程师对东京电力的操作人员进行了培训，并进行了模拟打水测试[24]。
28日，裝載2萬噸燃油的「盛池」號油輪从大連港起航。按照日方要求，這兩萬噸燃油將分別運往廣島縣江田島市及愛媛縣今治市[25]。同日下午，中国政府向日本空运6万瓶矿泉水（每瓶500毫升）和325万付一次性橡胶手套，通过日本红十字会向灾区发放[26]。
29日，中国红十字会决定第三次向日本地震灾区提供援助，此次捐款达2000万元人民币，累積已向日本紅會提供高達2600萬元人民币的人道援助[27]。同日，湖北省总工会筹集30万元人民币捐助给日本连合福岛工会[28]。
30日，黑龙江省向在新潟避难的灾民提供1000台半导体收音机和2000枚5号电池[29]。
31日，第三批援助物资——10000套厚橡胶手套，25000双运动鞋和60个简易卫生间从上海起运[30]，于午后抵达东京成田机场[31]。同日，三一重工捐赠的泵车正式开始为福岛核电站1号机组注水降温[32]。
- 香港政府在事發後對日本發出紅色外遊警示，其後分別在12日和15日晚上對福島縣、宮城縣、茨城縣以及岩手縣改發黑色外遊警示；在6月10日降至紅色外遊警示[33][34][35][36][37][38][39]。同時行政長官曾蔭權致函日本首相菅直人向日本表達深切慰問及同情，同時在其Facebook專頁指出，信中表示這次天災，導致人命傷亡及帶来破壞，令人非常難過。香港特區政府願意向處於困難時刻的日本人民隨時提供一切所需協助。[40]
- 澳門政府旅遊危機處理辦公室發表聲明，表示鑑於福島縣核電廠發生爆炸，提醒居民不應前赴該區，而身在當地人士亦應注意當地政府的安全指示。同時澳門政府表示關注核電廠爆炸所釋出的核輻射有否影響出口澳門的食品[41][42]

- 中華民國在日本東北部發生大地震後即迅速派遣救難隊赴日、提供金錢援助、並協助本國僑民與上百名他國政府人員及僑民撤至台灣。中央政府、各地方政府、主要政黨、企業界、影視圈、慈善與宗教等民間團體亦踴躍響應捐助金錢物資，並親赴災區賑濟和協助短中長期重建，各类捐助新臺幣73.64億元（約合日圓200億元、或美金2.52億元）。[43][44][45][46][47][48][49]

- 阿富汗坎大哈为日本捐款50,000美元。[50]

- 巴基斯坦政府要求驻日本大使馆人员于3月15日前往仙台评估灾情。位于日本的一个巴基斯坦组织带着食物前往仙台。[51]

- 巴勒斯坦哈马斯发言人13日发表声明，对灾情致以慰问。对灾情造成数千人伤亡表示哀悼，对受害者家属致以慰问，要求日本政府尽快恢复伤员[52]。

- [53]、 、 、 [54]  、 [55] 等中亚国家均提供援助。

- ：3月11日韓國總統李明博與韓國政府表示將派救援隊前往日本，並為日本的重建和救護工作積極提供援助。[56][57][58] 
大韓紅十字會也決定緊急向日本派遣醫療救護團隊。[59] 大韓醫師協會也準備對日本震災進行一連串的醫療救援行動。[60] 釜山的民間醫療團體-大韓損傷預防協會，也組成30人的緊急救助隊，準備前往日本進行醫療救援。[61] 
3月12日中午，韓國首批救難人員5名與搜救犬2隻率先抵達日本，成為第一支到達日本的外國救援隊。[62][63][64][65] 
3月14日上午，包含醫療人員與翻譯在內的102名韓國救援隊，搭乘三架C-130韓國空軍運輸機抵達日本進行救援。[66][67][68][69] 
韓國救援隊於受災最嚴重的宮城縣設立搜救本部，[70] 並在宮城縣的仙台、塩釜等地進行搜救任務，[71] 到3月23日下午結束搜救工作，返回韓國。[72]
- 红十字会于14日发来慰问，朝鲜中央通讯社引用NHK的画面加以报道[73]。

- 印度初步计划捐助毛毯22吨[74]。3月24日，印度外交部宣佈，將向日本派遣一支由45名人員組成的搜救隊伍。[75]

- 派出包括医疗飞行大队的救援小组。[76]

- 柬埔寨首相洪森下令为日本捐款100,000美元。[77]

- 东帝汶派出一支队伍前去清理瓦砾堆。[78]

- 印度尼西亞派出救援队、医疗队和必需品，政府还捐款2,000,000美元。[79]

- 捐款100,000美元。[80]

- 马来西亚派出救援队，并包括医疗援助。[81][82]

- 馬爾地夫捐助90,000份金枪鱼罐头给重灾区。[78]

- 蒙古国政府宣布将从蒙古国家紧急事务管理署抽调12名人员前往日本援助[83][84]，之前向日本捐助价值100万美元的救济物资[85]。政府官员称捐出自己的工资。[86][87]

- 新加坡派出了一个救援队。[88]

- 泰國政府捐款660万美元，提供15,000吨大米，和罐头、毛毯、衣服等生活必需品[89][90]，派出搜索和救援小组，官员和嗅探犬也随同前往[91]。

- 土耳其总理雷杰普·塔伊普·埃尔多安致以问候。[92]。外相阿赫迈特表示将全力支持救灾，派出救援队前往日本[93] 救援人员于19日抵达成田机场，20日到达宫城县[94]。

- 伊朗外交部长阿里·阿克巴尔·萨利希11日发表声明称“对此次灾难表示哀悼，相信伟大的日本人民能够克服自然灾害。”[93]。伊朗政府援助日本的5万瓶罐頭，分別與24日和31日運抵日本[95]

- 中东 阿联酋、 约旦[96]、 阿曼[54]、 、 伊拉克、 科威特[97]、 沙烏地阿拉伯、 巴林[98] 等国给予了援助。 叙利亚、 葉門、 黎巴嫩向日本政府发去慰问[99]。

## 歐洲
- 英国：首相大衛·卡麥隆聲明他已「立即要求我國政府視我們所能提供幫助」，[100] 外交大臣威廉·海格表示英國已準備好提供「日本所需要的一切援助」，包括人道救援、搜索和救援隊。[101]英女王伊麗莎白二世向明仁天皇傳達一封慰問信，內容寫道：「我們的祈禱和思想與遭受可怕災難的每個人同在。」[102][103]
- 德国：總理安格拉·梅克爾派遣搜救隊前往日本協助，並對受害者家屬表示同情。她在官方聲明上表示：「在此悲痛時刻，德國和日本位於同一陣線上，已完成援助的準備。」[104]
- 俄羅斯：俄羅斯總統梅德韋傑夫願意向日本提供援助，並表示：「日本發生特大地震，還出現了遇難者。我們當然有支援鄰國的準備。」[105]
- 法國：3月13日，法國向日本派出兩支救援隊。法國派出一架載有約100噸硼酸的包機前往日本，同時法國電力公司將派專業人員幫助日本控制核電站事故[106]。

- 斯洛維尼亞政府决定向斯洛文尼亚红十字会捐款150,000欧元[107]。

- 保加利亚政府13日[108]、 芬兰政府14日[109] 表示愿意提供支持。

- 立陶宛向茨城縣提供2000條毛巾和3000套睡袋[110]。

## 北美洲
- 加拿大政府最初派出一个由17人组成的救援队，并带有化学、生物、放射性和核去污染装备[111]，总理史蒂芬·哈珀下令让加拿大軍隊进行空投[112]。2011年3月16日，加拿大宣布再向日本提供25,000 份保暖毛毯[113]。
- 美国：總統奧巴馬發表聲明，向遭遇大地震的日本表示哀悼，表示已做好支援日本的準備，並出動駐日美軍協助救災。另外，美國國務院強烈勸喻美國公民，如非必要切勿到日本[114]。當地時間3月12日，日本政府透露正在參加美韓軍演的隆納·雷根號航空母艦在1-2日內即將奔赴受災地區參與救援工作，協助日本自衛隊直升飛機加油并為災民提供相應的據點。[115] 国务卿希拉里·克林顿宣布已派出空军载着冷却剂参与救援。美国已派出一支150人救援队，预计美国时间11日晚到达。美国移民局通告，凡受日本地震及其引发的海啸影响的外国公民，可以延长在美居留期限1个月。至16日，美国国际开发局向日本政府转交了585万6千美元援助款，里根号航空母舰转运了3吨救援物资。此外驱逐舰麦坎贝尔号、领舰蓝岭号、登陆舰埃塞克斯号均在“友達作戰（英语：Operation Tomodachi）”（意即日語的「朋友」）救災行动中前往日本搜索救灾。在前往处理福岛核电站的车辆中有美军交给日方的，日本为了提供现场电力向通用电力要了十辆高功率车载发电机，17日美国运输机冒险降落并修复了仙台机场供运送物资的飞机起降。4月11日租用的俄国运输机运送美国正使用的两台70米高、95吨级的普茨迈斯特泵车前往日本。
- 墨西哥总统费利佩·卡尔德龙表示“真诚地悼念地震灾区人民”[116] ，並派出3名建筑专家前往日本[117]。
- 薩爾瓦多、 尼加拉瓜、 巴拿马、 [97]、 [98] 政府发表声明，对此致以慰问。
- 、 政府致电日本天皇，对此致以慰问[99]。
- 古巴[118]、 格瑞那達、 [98]、 牙买加[98] 提供了援助。

## 南美洲
- 委內瑞拉总统烏戈·查維茲表示愿意派遣救援队前往日本，愿意提供救灾物资。[116]。

- 巴西外交部表示，巴西政府和人民对此致以强烈的声援和慰问。[116]
- 智利[93]、 、 乌拉圭[96] 和 阿根廷[53] 政府对此表示慰问。
- 秘魯、 哥伦比亚、 巴拉圭、 玻利维亚、 苏里南[97] 等国提供援助。

## 大洋洲
- ：總理茱莉雅·吉拉德表示澳洲政府正密切關注著日本災情，隨時準備提供救災所需的一切援助，幫助日本度過最困難的日子。外交部長陸克文在12日早些時候向傳媒表示澳洲72人的震後救援隊剛剛從紐西蘭地震災區回國就將整裝待發在當地時間12日晚間前往日本，利用嗅探犬展開搜救工作。[119][120] 3月16日，澳洲以及紐西蘭空中救援人員在福島核電站上空遭到核洩漏輻射，緊急迫降至福島附近並被測試為輕微輻射，這亦是海外救援人員首次被證實遭到核洩漏輻射。[121]

- 新西兰：2011年2月，紐西蘭第二大城市基督城發生強烈地震；日本曾向紐西蘭派出66名的搜救隊員展開營救行動。事隔不到一個月，正在重建家園的紐西蘭政府派出48人的搜救隊員奔赴日本參與救援，這亦達到了該國緊急搜救人員全部人數的三分之一。[122]